# Enerbacken
Enerbacken är en stadsdel i centrala delen av kommundelen Östra Mölndal (motsvarande Stensjöns distrikt).
Området bebyggdes med egnahem under slutet av 1940-talet och hyreshusen uppfördes i början av 1960-talet.

## Historia
Enerbacken var ett hemman, som låg vid bergåsen mellan Enerbacksgatan och Delbancogatan. Det såldes år 1869 av Eduard Boye till Eduard Delbanco, som lät sina arbetare bygga egnahem på bergåsens västra sluttning. Vid brist på arbete vid oljeslageriet fick arbetarna röja området och spränga sten. De såg detta som en förvisning till Sibirien, varför området kom att kallas för Sibirien.
När Enerbacken såldes av Eduard Boye, som också var innehavare av Lackarebäcks gård, kom gränsen mellan gårdarna att gå i Gunnebogatan. Boye kom att vid försäljningen behålla nästan en tredjedel av Enerbackens ägor. Delbanco köpte dock till mark söder och väster om Enerbacken.
På hemmanet Trädgårdens ägor uppfördes också egnahem vid nuvarande Kryssgatan.
År 1944 inköptes Enerbackens ägor av Mölndals stad och 1946 påbörjades egnahemsbebyggelsen vid Enerbacksgatan, Solgatan och Eduard Boyes gata. 1946 var också det sista året gården brukades. Området blev relativt enhetligt bebyggt med hus levererade av Svenska Trähus och uppförandet skedde under åren 1946–1950. Området benämndes "Tjänstemannaområdet", då det främst beboddes av tjänstemän vid järnvägen, tullen, telegrafverket och posten.
Lamellhusen vid Delbancogatan uppfördes av HSB och området stod färdigt år 1964.
År 1934 invigdes Kvarnbyvallen och hemvärnsgården på bergåsen uppfördes år 1953.

## Västra Enerbacken
Flerbostadshusområdet består av kvarteret Pensén, som uppfördes för bostadsrättsföreningen Enerbacken, och kvarteret Delbanco, som uppfördes av Stiftelsen hyresbostäder i Mölndal. Kvarteret Pensén består av svängda lamellhus, medan kvarteret Delbanco består av raka lamellhus. Båda kvarteren ritades av HSB:s arkitektkontor. Husen i tre våningar är uppförda i gult tegel och byggda på plats, utan användning av monteringsbyggen.
Det föreslogs ursprungligen att området skulle bebyggas med punkthus, men förslaget avvisades av byggnadsnämnden. Området har anpassats till topografin i området och befintliga naturinslag har bevarats.
Västra Enerbacken är kulturhistoriskt intressant och är upptaget i Mölndals kommuns Kulturmiljövårdsprogram från år 2000, då det speglar 1960-talets bostadsbyggande och har behållit sin ursprungliga karaktär.